# Tina Bride
Tina Bride (Geboren als Kim Poelmans) (Sint-Truiden, 23 december 1977) is een Vlaamse dancezangeres.
Bride, van opleiding graduaat accountancy-fiscaliteit, volgde zangles en klassieke- en jazzdans vanaf haar tiende en werd als zangeres ontdekt door X-Session-producer Marc Cortens in 2000, wat tot de productie van een eerste single Get To You (2000) leidde.
Bride stopte rond 2006 met zingen. In 2013 trouwde ze met haar vriendin.

## Discografie

### Singles
- Get To You (radio edit)/ Get To You (DA Flip mix) (BE,2000) (EAN: 7 86574 05245 3)
- Get Another (Girlfriend) (radio edit)/ Get Another (Girlfriend) (extended mix)/ Get Another (Girlfriend) (instrumental) (BE,2001) (EAN: 7 86574 06245 2)
- Don't Give Up (radio mix)/ Don't Give Up (extended mix)/ Don't Give Up (instrumental) (BE, 2001) (EAN: 7 86574 05895 0)
- Perfect love (radio mix)/ Perfect Love (extended mix)/ Perfect Love (instrumental) (BE, 2001) (EAN: 7 86574 05565 2)
- Party @ (radio edit)/ Party @ (extended mix)/ Party @ (instrumental) (BEL, 2002) (EAN: 7 86574 06575 0)
- It Feels So Good (radio edit)/ Que Pour Nous Deux (radio edit)/ It Feels So Good (extended mix) (BE, 2002) (EAN: 7 86574 07165 2)
- Take a chance on me (radio mix)/ Take A Chance On Me (instrumental) (BE, 2003) (EAN: 7 86574 07535 3)
- Mr.Sun/ Love and Understanding (BE, 2004) (EAN: 7 86574 084652)
- Mr.Sun/ Don't Give Up/ What A Feeling (GER, 2004) (EAN: 0 90204 92095 2)
- Funky fever (radio edit)/ Funky Fever (instrumentaal) (BE, 2004) (EAN: 5 412705 000219)
- Close To You/ Bubbels in M’n Buik (BE, 2007) (EAN: -)
- Close To You (radio edit)/ Close To You (Dexter Connection Extended Mix)/ Close To You (Dexxclab Club Remix) + VIDEOCLIP (100MB,MPG) (GER, 2008) (EAN: 0 90204 89411 6)

### Op compilaties
- It Feels So Good - o.a. Kids klub (2003)
- Hij Komt - Sinterklaas Viert Feest (2003)
- Hoor Wie Klopt Daar - Sinterklaas Viert Feest (2003)
- Love And Understanding - Mr. Sun (2004)
- Mr. Sun - Mr. Sun (2004)

### Albums
- The bride side of life (2003)

- Gemeinsame Normdatei: 135376742
- International Standard Name Identifier: 0000 0000 5691 7353
- MusicBrainz: cae78ce1-0868-4d0e-97ee-3e341ad6a57e
- Virtual International Authority File: 80144036
- WorldCat: E39PBJjMxTGTJ4Td7gGVD38jYP